# Kaltweiler
Kaltweiler (parfois orthographié Kaltweiller) est un hameau de la commune française de Montenach, dans le département de la Moselle et le pays de Sierck. 
Les habitants du lieu sont surnommés Di Kaltweiler Steeknippercher (les petits monticules de pierres de Kaltweiler).

## Géographie
Kaltweiler est situé au sud-est de Montenach.

## Toponymie
Anciennes mentions : Kalzveiler (1350), Kastzweiller (1594), Caltweiller (1681), Kaltveiller et Kaltviller (1716), Kaltevillers (1756), Kelleweiller (1756). En francique lorrain : Kaaltweiler et Kaltwailer.

## Histoire
Ancien village du domaine et de la prévôté de Sierck ; Kaltweiler appartenait également, sur le plan spirituel, au diocèse de Trèves comme annexe de la paroisse de Kirschnaumen.

## Édifice religieux
Chapelle Saint-Antoine-de-Padoue, construite en 1901.